# Mjørkadalur
Mjørkadalur je mjesto na Farskim Otocima. U tom mjestu se nalaze radari danske vojske i NATO-a. Selo ukupno ima 1 stanovnika.

## Vanjske poveznice
- Službena stranica  Arhivirana inačica izvorne stranice od 8. veljače 2009. (Wayback Machine)